# Jézus Krisztus szupersztár (film)
A Jézus Krisztus szupersztár (eredeti címén Jesus Christ Superstar) 1973-ban bemutatott Oscar-díjra jelölt amerikai musicalfilm Norman Jewison rendezésében, Tim Rice és Andrew Lloyd Webber azonos című rockoperájának adaptációja. A két főszereplőt, Ted Neeleyt és Carl Andersont 1974-ben alakításukért Golden Globe-díjra jelölték.
A film Jézus életének utolsó pár napját mutatja be, modern látványvilág és képi eszközök segítségével, Júdás tragikus alakjára összpontosítva.

## Cselekmény
A film elején színészcsoport érkezik hippikre jellemző, virágmotívumokkal kifestett kisbusszal a forgatás helyszínére, egy izraeli sivatagba, majd némi előkészület után („Overture”) elkezdődik a cselekmény.
Júdás egy dombon ülve figyeli Jézust és híveit, de aggasztja a férfi növekvő népszerűsége – szerinte Jézus csupán egy ember, nem pedig Isten, mint ahogy azt a követői hangoztatják, ezért félelem tölti el mozgalmuk lehetséges következményeire gondolva („Heaven On Their Minds”).
A többi apostol a jövőbéli terveiről és információkról faggatja Jézust, de ő nem hajlandó elárulni nekik semmit. Mária Magdolna egy nedves kendővel próbálja megnyugtatni Jézust, aki ezt kellemesnek találja („What's The Buzz?”). Júdás megérkezik és kijelenti, hogy Jézusnak nem kellene Magdolnával kapcsolatba kerülnie, mert a nő zavaros múltja nincs összhangban Jézus tanításaival. Jézus dühösen közli vele, hogy hagyja békén Magdolnát és ne vessen rá követ, mert az ő lelkiismerete sem tiszta. Ezután azzal vádolja az apostolokat, hogy azok nem törődnek vele („Strange Thing Mystifying”).
Egy új dalban, mely a filmhez készült, bemutatkozik a főpap, Kajafás és helyettese, Annás. Kajafás is tart Jézus népszerűségének emelkedésétől, mert ha a tömeg királlyá koronázná, azt a rómaiak nem néznék jó szemmel. Annás először igyekszik megnyugtatni, de aztán elfogadja Kajafás álláspontját és a tanács összehívását javasolja a probléma megvitatására („Then We Are Decided”).
Mária Magdolna balzsammal masszírozza Jézus arcát, hogy lecsillapítsa, de a nyugodt hangulatot Júdás ismét elrontja; szerinte a balzsamra költött pénzt inkább a szegényeknek kellett volna adni. Jézus rendreutasítja azzal, hogy szegények mindig lesznek, de ő nem fog örökké élni („Everything's Alright”).
A papok tanácsa összeül és a tagok megvitatják Jézustól illetve a mozgalmától való félelmeiket. Kajafás úgy hiszi, csak egy megoldás létezik: Keresztelő Jánoshoz hasonlóan Jézusnak is meg kell halnia, a nemzet érdekében („This Jesus Must Die”).
Jézus és követői örömittasan bevonulnak Jeruzsálembe, de Kajafás felszólítja a tömeget, hogy oszoljon fel, mert lázadástól tart. Jézus ezt megtagadja, ezután beszél az egybegyűltekhez („Hosanna”). Később az egyik apostol, Simon és a hívek egy csoportja hangot ad Jézus iránti csodálatának („Simon Zealotes”). Jézus ezt nagyra értékeli, de amikor Simon a tömeg római megszállók elleni fellázítását javasolja, szomorúan utasítja el a tanácsot, mivel szerinte nem értik meg az ő valódi céljait („Poor Jerusalem”).
Bemutatkozik Poncius Pilátus, Júdea római helytartója, aki elmeséli, hogy álmában egy különös galileai férfival (Jézussal) találkozott, akinek haláláért majd őt fogják felelőssé tenni („Pilate's Dream”).
Jézus híveivel a templomhoz érkezik, melyet modern árukkal és droggal üzletelő kereskedők, valamint prostituáltak szálltak meg; a bőszült Jézus feldúlja az árusítóbódékat és távozásra kényszeríti a kufárokat. Ezután búsan sétálni indul, de egy csapatnyi leprással kerül szembe, akik mind gyógyulást remélnek tőle. Jézus kénytelen felismerni, hogy egyedül nem képes mindannyiukat meggyógyítani („The Temple”). Magdolna vigasztalása után Jézus nyugovóra tér. Kiderül, hogy Mária szereti őt, de kétségek gyötrik, mert Jézus annyira más, mint azok a férfiak, akiket korábban megismert („I Don't Know How To Love Him”).
Júdás kétségei a tetőfokára hágnak; meglátogatja a papokat és kifejezi nekik nyugtalanságát, de fél Jézus elárulásának lehetséges következményeitől („Damned For All Time”). A papok ezt kihasználva pénzt ajánlanak neki, melyet a férfi először visszautasít, de Kajafás érveinek hatására – hogy a pénzzel segíthetne a rászorulókon – Júdás elárulja nekik, hol találhatják meg Jézust, a tömegtől távol („Blood Money”).
Az utolsó vacsora során Jézus felfedi, hogy tudja, Péter apostol megtagadja, míg Júdás elárulja majd őt. Jézus és Júdás között heves szóváltás alakul ki, melynek csúcspontján Júdás elviharzik a helyszínről. Az apostolok álomba merülése után Jézus a Getszemáni-kertben szabad utat enged érzéseinek a közelgő halállal kapcsolatban („Gethsemane /I Only Want To Say/”).
Júdás egy csókkal árulja el mesterét, akit a katonák elvezetnek. Az apostolok készek harcba szállni az őrséggel, de Jézus ezt megtiltja nekik. Jézust a főpap házába viszik, istenkáromlás vétségében bűnösnek találják és Pilátus elé küldik („The Arrest”).
Péter eközben kénytelen háromszor megtagadni Jézust, hogy a saját életét megmentse („Peter's Denial”). Jézust Pilátus elé viszik, aki – nyilvánvalóan nem ismerve fel az álmában látott embert – gúnyolódni kezd vele. Mivel ő nem ítélkezik zsidók felett, ezért Heródes elé küldi Jézust.
A rikító öltözéket viselő Heródes izgatottan várja Jézust, hiszen annyi mendemondát hallott már róla. Csodatételekre próbálja meg rávenni a foglyot, szabadulást ígérve cserébe, de Jézus ellenállását látva az eleinte kedélyes Heródes egyre dühösebb lesz, míg végül a katonákkal elviteti a szeme elől a férfit („King Herod's Song”).
Az apostolok és Mária Magdolna visszaemlékeznek a kezdetekre és azt kívánják, bárcsak jobban odafigyeltek volna az eseményekre („Could We Start Again Please?”). Jézus szenvedéseit látva Júdáson bűntudat lesz úrrá és a papok hiába bizonygatják neki, hogy helyesen cselekedett, Júdás a földre hajítja a vérdíjat, elrohan és felakasztja magát egy fára („Judas' Death”).
Jézust visszaviszik Pilátushoz, aki őrültnek tartja őt, de véleménye szerint nem követett el bűnt. Az emberek azonban Jézus halálát követelik, ezért Pilátus megkorbácsoltatja, hogy ezzel csillapítsa le a vérszomjas tömeget („Trial Before Pilate and 39 Lashes”). Pilátus közömbössége hamar dühbe csap át, mikor látja a tömeg abszurd követeléseit és Jézus érthetetlen beletörődését a halálba. Felismerve, hogy helytartói pozícióját csak a kivégzéssel őrizheti meg és Jézus amúgy is meg akar halni, elrendeli a keresztre feszítést.
Miután Pilátus mossa kezeit, megnyílik az ég és a mennyből a fehér ruhás Júdás ereszkedik alá egy ezüst színű kereszten. Júdás szerint Jézus napjainkban népszerűbb lehetett volna, mint az ő korában és azon töpreng, vajon Jézus elismeri-e többi nagy vallásalapítót („Superstar”).
A kérdésekre nem kap választ, Jézust a halálba küldik („Crucifixion”). A jelenet alatt baljós hangulatú, instrumentális zenemű hallható, csupán Jézus mond pár mondatot, melyek a Bibliából származnak („Atyám! bocsásd meg nékik; mert nem tudják mit cselekszenek”; „Atyám, a te kezeidbe teszem le az én lelkemet”).
A végső dal alatt („John Nineteen: Forty-One” – a Bibliának az a része, mely Jézust eltemetését írja le) a színészek lebontják és összepakolják a díszleteket, majd felszállnak a kisbuszra, mellyel a helyszínre érkeztek. A kamera végigpásztázza a helyszínt, de a Jézust alakító színész feltűnően hiányzik. Az utolsó jelenetben a kereszt, és egy rejtélyes, mozgó alak sziluettje látható a lenyugvó nap előtt (valójában egy izraeli juhász volt az, aki betévedt a forgatás helyszínére – a rendező meghagyta a jelenetet, mert hátborzongatónak és egyben tökéletes befejezésnek találta a filmhez).

## Szereplők
- Ted Neeley – Jézus
- Carl Anderson – Iskarioti Júdás
- Yvonne Elliman – Mária Magdolna
- Barry Dennen – Poncius Pilátus
- Bob Bingham – Kajafás
- Josh Mostel – Heródes
- Kurt Yaghjian – Annás
- Philip Toubus – Péter apostol
- Larry Marshall – Simon apostol

## Filmzene
A film zenéje 1973-ban jelent meg hanglemezen az MCA Records gondozásában. 1993-ban és 1998-ban CD-n is újra kiadták.
| Első oldal - „Overture” – 5:26 - „Heaven on Their Minds”– 4:22 - „What's the Buzz? ” – 2:30 - „Strange Thing Mystifying” – 1:50 - „Then We Are Decided” – 2:32 - „Everything's Alright” – 3:36 - „This Jesus Must Die” – 3:45 Második oldal - „Hosanna” – 2:32 - „Simon Zealotes” – 4:28 - „Poor Jerusalem” – 1:36 - „Pilate's Dream” – 1:45 - „The Temple” – 5:26 - „I Don't Know How to Love Him” – 3:55 - „Damned for All Time”/„Blood Money” – 4:37 | Harmadik oldal - „The Last Supper” – 7:12 - „Gethsemane (I Only Want to Say)” – 5:39 - „The Arrest”– 3:15 - „Peter's Denial” – 1:26 - „Pilate & Christ” – 2:57 - „King Herod Song” – 3:13 Negyedik oldal - „Could We Start Again, Please?” – 2:44 - „Judas' Death” – 4:38 - „Trial Before Pilate” – 6:47 - „Superstar” – 3:56 - „Crucifixion” – 2:40 - „John Nineteen: Forty-One” – 2:20 |

- A „Then We Are Decided” és a „Could We Start Again, Please?” című dalok az eredeti musicalben nem szerepeltek; ezek kifejezetten a filmhez készültek, a később előadásokban sem tűnnek fel.

## Feldolgozások
2000-ben Gale Edwards és Nick Morris rendezésében elkészült a film modernebb hangvételű feldolgozása, melyet televíziós filmként mutattak be. Jézus szerepét Glenn Carter kapta meg, míg Júdást Jérôme Pradon, Mária Magdolnát pedig Renee Castle alakítja. A film különlegessége, hogy kizárólag beltéri díszletek között játszódik.